# Possum Herbertův
Possum Herbertův (Pseudochirulus herbertensis) patří mezi větší possumy.

## Výskyt
Jen v nevelké oblasti v severním Queenslandu. Je to typické zvíře tropického deštného lesa.

## Základní data
Délka possuma Herbertova je 30 až 37,5 cm. Jeho hmotnost je 700 až 1400 g.

## Zajímavosti
Jako jeho příbuzní obývá stromy a pomocí svých protistojných prstů na předních končetinách velmi zručně šplhá ve větvích. Při šplhání mu prokazuje dobré služby i dlouhý ocas, kterým se dokáže přidržovat. Je nočním zvířetem a většinou prospí den v dutém stromě v hnízdě, které si sám staví z listí nebo kůry. Rodí většinou dvě mláďata, která zůstávají 4 až 5 měsíců ve vaku a které pak matka nosí s sebou na zádech. Postupně podnikají z bezpečného hnízda stále delší výpravy po okolí.